# Biserica de lemn din Roșiori

Biserica de lemn din Roșiori, 1866

Biserica de lemn din Roșiori, 1893

Biserica de lemn din Roșiori s-a aflat în localitatea omonimă din județul Satu Mare și, după informațiile de epocă, a fost ridicată în anul 1769. Biserica de lemn a funcționat ca biserică parohială până în anul 1879, când a fost înlocuită de o nouă biserică de zid. Aceasta este una dintre primele biserici de lemn din Transilvania documentate și publicate. Imaginea ei a fost preluată de primii cercetători europeni în câteva lucrări de referință asupra arhitecturii de lemn din Europa, fiind considerată în epocă drept un exemplu reprezentativ de pe teritoriul Ungariei antebelice.

## Istoric
Biserica de lemn din Roșiori, ne este cunoscută datorită unui destin aparte, ce o detașează din mulțimea de biserici de lemn de odinioară dispărute fără urme. Imaginea ei a fost surprinsă de cercetătorul sătmărean Franz Schulcz în studiul său din 1866, primul de acest fel de pe meleagurile Transilvaniei. El a surprins construcția dinspre sud-vest, subliniindu-i sveltețea turnului și apele repezi ale acoperișului. Spre vest a scos în evidență pridvorul pe două nivele, cu patru stâlpi jos și șase arcade în partea de sus, cuprinse între apele acoperișului. Trăsătura acestea din urmă este mai puțin cunoscută la bisericile de lemn românești și poate fi astăzi identificată numai la biserica de piatră de la Sarasău, în Maramureșul istoric. Desenul lui Schulcz a fost ulterior preluat de alți cercetători europeni de marcă, în anii de până la primul război mondial.
Înainte de dispariția ei definitivă, biserica a fost surprinsă încă o dată într-o imagine de epocă, publicată de Franz Kiesslinger în periodicul ilustrat german de largă circulație din Stuttgart, în anul 1893. Imaginea reprezentând construcția dinspre nord-vest, deși nu aduce nimic nou, confirmă totuși trăsăturile principale surprinse cu câteva decenii mai devreme.
Binecunoscutul cercetător al bisericilor de lemn din Transilvania, Coriolan Petranu, nota în anul 1931 că „în județul Sătmar s-au distrus multe [biserici de lemn] de la publicația lui Schulcz încoace, între ele chiar și cea mai celebră din Roșiori (Vereșmort).”
Câteva date despre vechimea bisericii și dimensiunile sale au fost surprinse de episcopul Samuil Vulcan în 1832, în timpul unei vizite canonice, date publicate de cercetătorul 
M. I. Mălinaș: "Biserica din Roșiori este închinată Nașterii Maicii Domnului, ridicată din material lemnos cu cheltuiala comunității; lungă de 6 stânjeni, lată de 4, prevăzută cu tavan din scândură, padimentul din nisip. Este bine acoperită, împrejmuită cu gard. Altarul este de piatră. Iconostasul din lemn, iar icoanele de altcum pictate cuviincios după vechea metodă. În afară de două strane, alte scaune nu sunt. Este construită în anul 1769, însă nu se știe prin cine a fost binecuvântată."